# Distrito de Miraflores (Arequipa)

Ubicación de la provincia de Arequipa en el departamento de Arequipa

El distrito de Miraflores, históricamente llamado Pampa de Miraflores, es un distrito (municipio) ubicado en la provincia de Arequipa, ubicada en el departamento de Arequipa, Perú. Según el censo de 2017, tiene una población de 60 589 habitantes.
Desde el punto de vista jerárquico de la Iglesia católica forma parte de la arquidiócesis de Arequipa.

## Historia

### Época preincaica
Miraflores estuvo habitado por grupos trashumantes, que en oleadas sucesivas descendieron del Altiplano. Durante el Incanato, se establece un cacicazgo, para controlar y gobernar a la población, que se encontraba diseminada en toda la pampa.
Era una pampa pobre, pues su suelo árido, sin fauna animal, escasa flora silvestre. Sin embargo investigaciones posteriores, han establecido, que su denominación se debería, a que durante las épocas de lluvia, las que eran abundantes, se formaban en su suelo, lagunas pequeñas, las que servían de alimento al crecimiento de varias flores silvestres. Porvenir Miraflores Alto Misti Porvenir Miraflores Arequipa Tomasa

### Época colonial
El pueblo de "La pampa", como se denominaba antiguamente a Miraflores, en los siglos XVI y XVIII estuvo aislado de la ciudad. Su población vivía en arrabales, rancherías y humildes chozas de paja, morada de colonos españoles pobres Según otros autores, allí se refugiaban los perseguidos por la justicia o los expulsados de Arequipa. Por esta razón sus pobladores eran conocidos como "forasteros".
A fines del siglo XVI los colonos españoles establecieron los primeros mesones o tambos, estos últimos una especie de alojamientos u hotel, en donde dejaban sus llamas y se cobijaba a la gente que venía de Puno, Cuzco Tacna Moquegua u otros lugares, para hacer adquisiciones en Arequipa. Para algunos analistas, estos tambos van a servir, posteriormente, de base para el intercambio comercial, que fue intensivo. Antiguamente, la demarcación jurisdiccional de los pueblos, se hacía sobre la base de los curatos. Así se construyó el curato de Santa María, destinada a la evangelización de la poca población autóctona, que comprendía los ayllus de San Lázaro, Santa Isabel de Chichas y de la Pampa de Miraflores, posteriormente por desavenencias entre los pobladores de estos pueblos, se inician los trámites para la creación del Curato de San Antonio de Abad, el mismo que se avocaría a la satisfacción de las necesidades espirituales de los habitantes de la Pampa. Luego de aprobado, se elevó el templo de La Pampa a Parroquia.
El intendente Antonio Álvarez y Jiménez en 1788, deja constancia que Miraflores estaba formada por 5 filas de caseríos formados entre la iglesia de San Antonio de Abad y el pago de Azángaro, denominado también como el "Arrabal". La participación del pueblo de Miraflores, en la lucha por la Independencia del Perú, ha sido muy activa. Numerosa información que se encuentra inserta en la documentación sobre el levantamiento de Arequipa, demuestra claramente las vinculaciones de la rebelión de Túpac Amaru con Arequipa, a través de la Pampa de Miraflores en enero de 1780. Según algunos historiadores, la razón por la que se escogió dicho lugar es que parece ser que por allí se realizaba el ingreso y salida de los comerciantes, incluyendo las tropas hacia el Alto Perú, Puno y pueblos vecinos de Chiguata.
La situación de los indígenas agravó al estallar la guerra entre España e Inglaterra pues se dispuso que se implantaría en las colonias, un apolítica tributaria férrea. Ante el descontento contra la autoridad colonial, el 15 de enero empezó la rebelión de Arequipa, El 17 de enero, una población considerable de indígenas miraflorinos, se reunieron como era de costumbre, para festejar a su patrón San Antonio de Abad, se apostaron en la calle San Pedro y en las huertas aledañas a los conventos de Santa Marta, Santa Rosa y santa Teresa. Esa noche, mucho miraflorinos murieron, otros fueron heridos y tomados prisioneros. Los patriotas Miraflorinos: Nicolás Quispe, Bernardo Mamani, Marcelino Chuquillata, Ascencio Laguna, Simón Chaguasonco y Diego Arias, fueron ajusticiados en la tarde del 18 de enero de 1780, los cuales tienen la categoría de Próceres de la Libertad, en presencia del pueblo, debido a esto los indígenas que vivían en la "Pampa" huyen de allí al ver el peligro que corrían, dejando la pampa deshabitada. La cual después de muchos años fue habitada nuevamente por vecinos arequipeños criollos de clase media. 
Finalmente, en la década comprendida entre 1780 y 1790, nace en Arequipa una extraordinaria generación que jugará un papel importante en la Independencia y afirmación de la Nación Peruana. Pertenecen a esta generación: Francisco de luna Pizarro, Mariano José de Arce, Mariano Alejo Álvarez, Francisco Paula de Quiroz, Benito Lazo, Mariano Melgar y otros más.

### Época republicana
Fue entre los años 1834 y 1835, durante el gobierno del Presidente Luis José de Orbegoso, que se ordenó la realización de una nueva división y aprobación oficial de los curatos de Arequipa, en la cual se proponía el Curato de Miraflores, teniendo como sus límites: "Por el oriente las faldas del volcán Misti; por el occidente norte y sur la Acequia de la Mantilla, desde su toma hasta la Lloclla de San Lázaro; por el oriente los confines de Paucarpata. En sus orígenes Miraflores comprendió dentro de su demarcación, los terrenos ubicados entre la calle Muñoz Najar y la iglesia de Santa Marta. Esto sirve de sustento para que algunos historiadores miraflorinos sostengan, que el poeta y mártir Mariano Melgar, es miraflorino, ya que su hogar y donde fue registrado estaban dentro de los límites de este distrito.
Sin lugar a duda uno de los aspectos más controvertidos de la historia del distrito de Miraflores, es el referente a la fecha de su creación. Sin embargo el día 21 de noviembre de cada año, se festeja el aniversario del distrito. Según los historiadores, esto se debe a que durante el gobierno del Presidente Ramón Castilla, se dieron disposiciones en las que se debía hacer una Demarcación Política del territorio del Perú por Departamentos, provincias y Distritos, es así como se crea el distrito de Miraflores, sin embargo a pesar de haberse dado estas disposiciones, Miraflores, seguía funcionando como parte del Distrito del Cercado, sin tener autonomía propia. Es recién en el gobierno del Presidente Remigio Morales Bermúdez, que el 21 de noviembre de 1893, en que rectifica nuevamente los límites del distrito y establece la necesidad de elegir autoridades municipales. Es por ello, que se designa como la fecha de celebración del Distrito el 21 de noviembre de cada año. Posteriormente, el 28 de febrero de 1941, el presidente Manuel Pardo y Ugarteche, firma la Ley 9360, en la que Miraflores, vuelve a anexarse al distrito del Cercado de Arequipa. Casi 15 años después de permanecer así, el gobierno del Presidente Manuel A. Odría por ley 12634 del 2 de febrero de 1956, devuelve a Miraflores a la categoría de distrito, pero estableciendo nuevos límites.

### Miraflores moderno
Después de los dos antepenúltimos y últimos terremotos que sacudieron la ciudad de Arequipa, bajo el fenómeno social de los pueblos jóvenes nace el Pueblo Joven Unión Edificadores Misti, La Cooperativa de Vivienda Obrera N.º 14, dándose comienzo al proceso de crecimiento poblacional de la parte alta del distrito. Hoy en día Miraflores presenta un número considerable de asentamientos humanos nuevos que se van consolidando.
Además de tener una zona urbana planificada y de un aumento poblacional ordenado en las Urbanizaciones Alameda de Salavery, Ores Fovime Felipe Santiago Salaverry, Residencial Bellavista, Urbanización Torres de la Alameda y Urbanización Mirador de la Alameda.

## Deportes
El distrito cuenta con el Estadio "Serapio Barra", llamado tradicionalmente "Los Palitos", el cual posee grass sintético y es donde se juega la Liga Distrital de Fútbol de Miraflores.
Entre los equipos más tradicionales están: El Club Independiente Miraflores, El círculo Unión Miraflores, el Club Tarapacá, El Club Deportivo "Ingeniería Ambiental", el Club Deportivo "Benito Bonifaz", entre otros.

## Transporte
Las rutas de transporte masivo de pasajeros que circularán en el distrito de Miraflores son las siguientes:
| FASE OPERATIVA | FASE OPERATIVA          | FASE OPERATIVA | FASE OPERATIVA                              | FASE OPERATIVA                                     |
| Cuenca         | Concesionario           | Ruta *         | Ruta *                                      | Ruta *                                             |
| Cuenca         | Concesionario           | Código         | Desde                                       | Hasta                                              |
| -------------- | ----------------------- | -------------- | ------------------------------------------- | -------------------------------------------------- |
| C - 1          | Integra Arequipa S.A.C. | BT2            | Terminal Pesquero Río Seco (Cerro Colorado) | Urbanización Lara (Socabaya)                       |
| C - 4          | Unión AQP S.A.          | A15            | Cementerio municipal (Miraflores)           | Seguro Social (Cercado)                            |
| C - 4          | Unión AQP S.A.          | A40            | Javier Heraud (Alto Selva Alegre)           | La Paz (Cercado)                                   |
| C - 4          | Unión AQP S.A.          | T13            | La Galaxia (Miraflores)                     | La Merced (Cercado)                                |
| C - 4          | Unión AQP S.A.          | T14            | Tomasa Tito Condemayta (Miraflores)         | Terminal Terrestre (J.L.B.Y.R. / Hunter / Cercado) |
| C - 4          | Unión AQP S.A.          | T16            | San Luis (Alto Selva Alegre)                | Terminal Terrestre (J.L.B.Y.R. / Hunter / Cercado) |
| C - 4          | Unión AQP S.A.          | T17            | Señor de las Piedades (Alto Selva Alegre)   | Terminal Terrestre (J.L.B.Y.R. / Hunter / Cercado) |
| C - 4          | Unión AQP S.A.          | T38            | Villa Confraternidad (Alto Selva Alegre)    | Mercado Mayorista Los Incas (J.L.B.Y.R.)           |
| C - 7          | AQP Masivo S.A.C.       | T6             | Cerrito Huacsapata (Paucarpata)             | Seguro Social (Cercado)                            |

* Las rutas operan en ambos sentidos.
IMPORTANTE:
- La Municipalidad Provincial de Arequipa (MPA), a través del SITransporte podrá crear rutas o extender recorridos de las rutas ya establecidas para la cobertura total del distrito.
- La tarifa del pasaje se pagará solo una vez, tendrá una duración de 59 minutos y se podrá realizar tres viajes como máximo.

## Autoridades

### Municipales
| Período   | Nombre                                                      |
| --------- | ----------------------------------------------------------- |
| 2019-2022 | Luis Aguirre Chávez                                         |
| 2015-2018 | Germán Torres Chambi                                        |
| 2011-2014 | Germán Torres Chambi                                        |
| 2007-2010 | Luis Magno Aguirre Chávez                                   |
| 2003-2006 | Luis Magno Aguirre Chávez                                   |
| 2001-2002 | Luis Magno Aguirre Chávez                                   |
| 1999-2001 | Hipólito Arturo Valderrama Chávez                           |
| 1996-1998 | Hipólito Arturo Valderrama Chávez                           |
| 1993-1995 | Hipólito Arturo Valderrama Chávez (Partido Aprista Peruano) |
| 1990-1992 | Daniel Juan Carreón Flores                                  |
| 1987-1989 | Hipólito Arturo Valderrama Chávez                           |
| 1984-1986 | Yleano Acosta Torres                                        |
| 1981-1983 | Hernán Vela Espinoza                                        |
| 1978-1980 | Dr. Alejandro Sáenz Chávez                                  |
| 1976-1978 | Eduardo Pinto Palomino                                      |
| 1972-1975 | Antonio Guevara Ramos                                       |
| 1970-1972 | Dr. Alberto Heredia Márquez                                 |
| 1970-1970 | José Santos Polanco                                         |
| 1967-1969 | Raúl Rivera Arenas                                          |
| 1964-1966 | Dr. Guillermo Arce Durand                                   |
| 1963-1964 | Luz Pilares Polo de Alfaro                                  |
| 1962-1963 | Simón Albites Farfán                                        |
| 1959-1962 | Luisa Caballero Calle                                       |
| 1957-1959 | Julio Postigo Cáceres                                       |
| 1956-1957 | Juan Orihuela Meneses                                       |
| 1939-1940 | Tnte. Crl. Guillermo P. Sáenz                               |
| 1939-1939 | Tnte. Crl. Lorenzo Núñez R.                                 |
| 1936-1939 | Juan N. Jiménez Corrales                                    |
| 1935-1936 | Juan José Benavente A.                                      |
| 1934-1935 | Félix Casapia R.                                            |
| 1933-1934 | Cap. Enrique N. Morán                                       |
| 1930-1933 | Juan María Hercilla                                         |
| 1901-1930 | José Domingo Muñoz Nájar                                    |
| 1898-1901 | Domingo Flores                                              |
| 1893-1898 | R. P. José María de la Tuesta                               |

### Religiosas
- Párrocos:
  - Parroquia "Inmaculado Corazón De María": R. P. Francisco Rolando Málaga Montoya, C. M. F.
  - Parroquia "Nuestra Señora de Chapi" o "Chapi Chico": Pbro. Nelson Marroquín Pantigoso.
  - Parroquia "San Antonio, abad": Pbro. Iván Luna Carpio.
  - Parroquia "San Fernando, rey": Pbro. Mario Fernández Revilla.

## Festividades
- Festividad de la Cruz.
- Virgen de Chapi.
- Señor de Huanca.
- Señor de los Milagros.

## Símbolos
La letra de su Himno fue compuesta por el profesor José Chocano Herrera y la música por Guillermo Moscoso Vargas. 
Su escudo fue diseñado por Víctor Gerardo Torres Cruz.